# Marissa Otten
Marissa Otten (Enter, 11 juli 1989) is een wielrenner uit Nederland.
Otten stapte in 2011 over van het Rabo Lady Force-team, waar ze kopvrouw was,  naar het professionelere Dolmans Landscaping Team.
Bras · Decroix · Elzing · Ensing · Gercama · Kessler · Koster · Otten · Pijnenborg · Rooijakkers · Sáblíková · Spoor · Tchalykh · Trott · Van de Broek · Van der Kamp
De Baat · De Boer · Eshuis · Van Gogh · Van den Hoek · Hoeksma · Markus · Otten · Peetoom · Post · Van de Ree · Rooijakkers · Slik · Soemanta · Tromp